# Minuartia pestalozzae
Minuartia pestalozzae är en nejlikväxtart som först beskrevs av Pierre Edmond Boissier, och fick sitt nu gällande namn av Joseph Friedrich Nicolaus Bornmüller. Minuartia pestalozzae ingår i släktet nörlar, och familjen nejlikväxter. Inga underarter finns listade i Catalogue of Life.